# معسكر اعتقال امرسفورت
معسكر اعتقال امرسفورت (بالهولندية: Kamp Amersfoort)‏ ، (بالألمانية: Durchgangslager Amersfoort)‏ معسكر اعتقال نازي في امرسفورت، هولندا. كان الاسم الرسمي هو "Polizeiliches Durchgangslager Amersfoort" أو PDA أو Amersfoort Police Transit Camp. تم احتجاز 37000 سجين هناك بين عامي 1941 و1945. يقع المخيم في الجزء الجنوبي من أمرسفورت، على الحدود البلدية بين أمرسفورت وليوسدن في وسط هولندا.

## التاريخ المبكر
في عام 1939، كان معسكر أمرسفورت لا يزال مجمعًا من الثكنات التي تدعم تمارين مدفعية الجيش في Leusderheide القريبة. من عام 1941 فصاعدًا، لم يكن يعمل فقط كمخيم عبور، كما يوحي الاسم. المصطلحات «معسكر عقابي» أو «معسكر عمل» ستكون مناسبة أيضًا. أثناء وجود المخيم، تم وضع العديد من السجناء للعمل في وحدات العمل. في المجموع، تم تسجيل حوالي 37000 سجين في أمرسفورت.

للوصول إلى المخيم، كان على السجناء أن يمشوا من خطوط السكك الحديدية عبر المدينة وعبر الأحياء السكنية: 
 تظهر في النوافذ، فوق وتحت، معظم المساكن وخلف ستائر الدانتيل المغلقة، العديد من الصور الظلية، وخاصة صور الأطفال. 

## 1941-1943
يمكن فصل تاريخ المخيم إلى فترتين. بدأت الفترة الأولى في 18 أغسطس 1941 وانتهت في مارس 1943. في مارس 1943، تم نقل جميع السجناء الأوائل الناجين في أمرسفورت، باستثناء ثمانية، إلى كامب فووت. سمح نقل السجين إلى فوخت بإكمال توسعة كامب كامب امرسفورت. الحفاظ على المخيم، على الرغم من أن كامب فوج أصبح جاهزًا للعمل في يناير 1943، لا يزال يبدو ضروريًا للنازيين.
بعد غزو الاتحاد السوفياتي في يونيو 1941، احتجز المعسكر أسرى حرب سوفيت. وشمل هؤلاء 101 سجينًا أوزبكيًا عرضوا على الهولنديين لأغراض الدعاية، وكلهم إما ماتوا في شتاء عام 1941 أو أعدموا في غابة بالقرب من المعسكر في أبريل 1942. تم دفن 865 سجينًا سوفييتيًا في مقبرة روستهوف المجاورة.